# Halepura, Nanjangud
Halepura là một làng thuộc tehsil Nanjangud, huyện Mysore, bang Karnataka, Ấn Độ.